# داستن براون
داستن براون (بالألمانية: Dustin Brown) (مواليد 8 ديسمبر 1984) هو لاعب كرة مضرب ألماني من أصول جامايكية، بدأ احترافه سنة 2002.